# William Foxwell Albright
William Foxwell Albright (Coquimbo, Chile, 24 de mayo de 1891-Baltimore, Maryland, EE. UU., 20 de septiembre de 1971) fue un destacado orientalista estadounidense, pionero de la arqueología, lingüista y experto en cerámica. Desde principios del siglo XX hasta su muerte fue el decano de los arqueólogos y el padre mundial de la Arqueología bíblica. Su más destacado pupilo, George Ernest Wright, siguió sus pasos como líder de tal movimiento. Entre otros de sus pupilos notables se encuentran Frank Cross, Raymond Edward Brown y David Noel Freedman, que llegaron a ser especialistas internacionalmente reconocidos en el estudio de la Biblia, en Arqueología bíblica o del antiguo Cercano Oriente, incluyendo epigrafía noroccidental semítica y paleografía.

## Biografía
Tuvo como contexto religioso el protestantismo metodista estadounidense. Nació en Coquimbo, Chile en el seno de la familia misionera metodista conformada por Wilbur Finley y Zephine Viola Foxwell Albright, en la cual William fue el mayor de seis hijos. Se casó con la doctora Ruth Norton en 1921 en Jerusalén y de ese matrimonio sobrevivieron dos hijos.
Albright recibió el Doctorado en 1913 en la Johns Hopkins University, en donde más tarde fue académico desde 1929 hasta 1959 y director de la Escuela Estadounidense de Investigación Oriental en dicha universidad. Uno de sus mayores logros fue confirmar la autenticidad de los Manuscritos del Mar Muerto después de su descubrimiento en 1947 (véase también Qumrán).
Albright defendió teóricamente que Abraham, Isaac y Jacob eran no solo personajes bíblicos, sino que también históricos y que las incursiones de Josué también fueron eventos históricos. Insistió en que «como un todo, la imagen del Génesis es histórica y no hay razones para dudar de la precisión de los detalles biográficos».
En 1923 hizo la primera excavación arqueológica significativa de los túmulos en torno a Jerusalén (posiblemente el sitio donde un antiguo rey de Judea fue honorado). Otro importante aporte que hizo a los estudios bíblicos y a la arqueología bíblica fue su estudio del sello LMLK y el impacto que este tuvo para otros estudios entre 1925 y 1960.

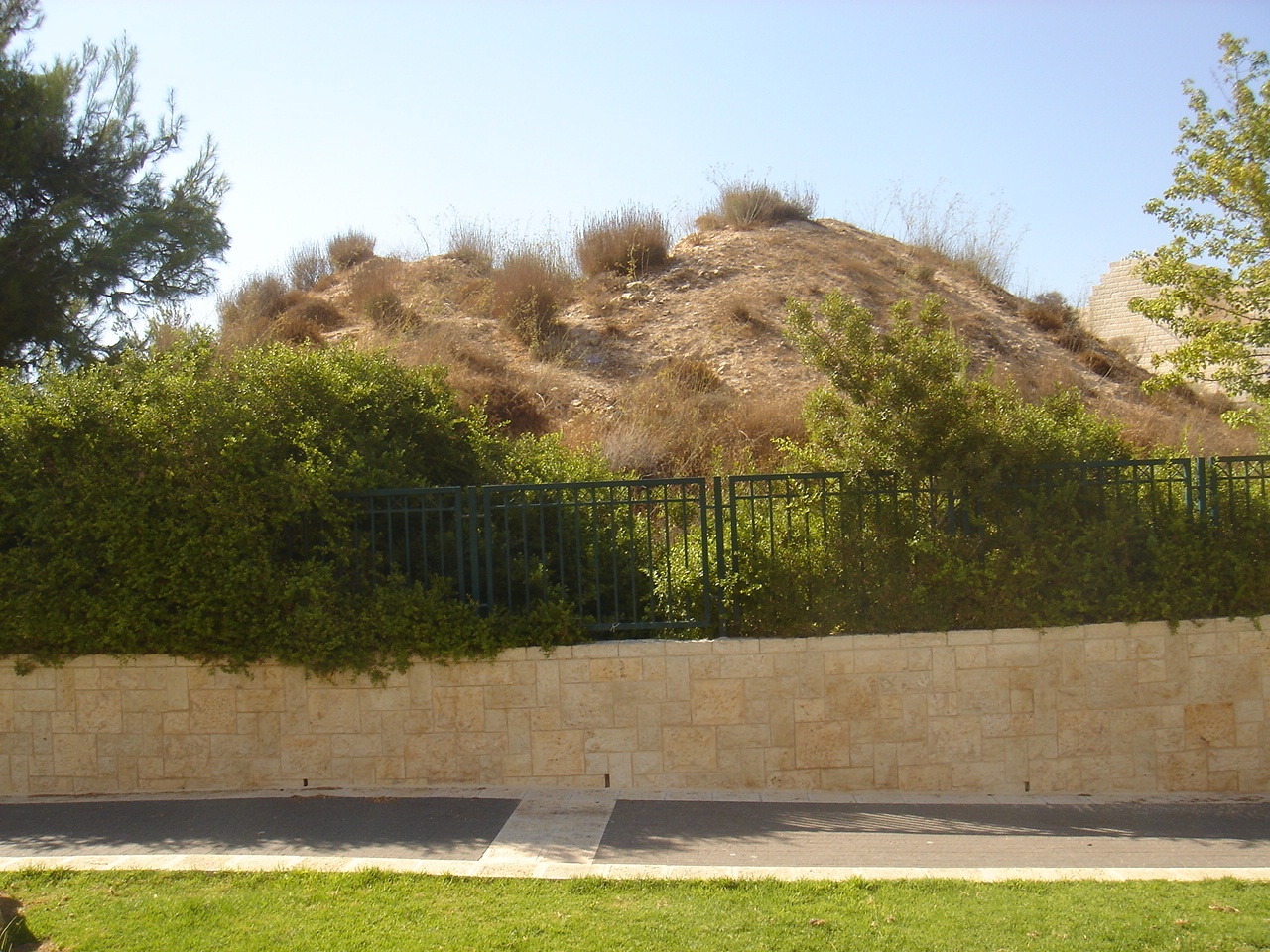
Túmulo 2, excavado por W.F. Albright en 1923. Su trinchera de excavación es aún visible en la cima de la estructura.

También excavó un montículo llamado Tell Beit Mirsim cerca de Hebrón entre 1926 y 1932. Identificó el sitio como la ciudad canaanea de Debir, mencionada múltiples veces en la Tanaj, aunque su identificación ha sido refutada por otros arqueólogos. Junto a otros hallazgos, pareció confirmar que la conquista de Canaán por los israelitas fue un hecho histórico, y, aunque muchos rebaten dicha conclusión en la actualidad, muchos otros biblistas y arqueólogos siguen coincidiendo con Albright.
Editó los siguientes libros de la Biblia Anchor: Jeremías, Mateo y Apocalipsis. Entre sus libros más conocidos están: Yahweh y los dioses de Canaán, La arqueología de Palestina: de la Edad de Piedra a la cristiandad y El periodo bíblico desde Abraham a Esdras. Aunque fue más un arqueólogo bíblico, Albright hizo también contribuciones a la arqueología de Egipto: En un documento BASOR 130 (1953) titulado Nuevas luces de Egipto en la cronología e historia de Israel y Judea, el estudioso estableció que Shoshenq I mencionado en la Biblia como el rey egipcio Shishak, gobernó efectivamente entre 945 y 940 a. C.
El Instituto de Arqueología W. F. Albright, una rama de la Escuela Estadounidense de Estudios Orientales se encuentra localizada en Jerusalén.

## Algunos de sus trabajos
- Albright, William F. (1923). «Interesting finds in tumuli near Jerusalem». Bulletin of the American Schools of Oriental Research 10 (April): 1-3.
- Albright, William F. (1953). «New Light from Egypt on the Chronology and History of Israel and Judah». Bulletin of the American Schools of Oriental Research 130: 4-11.